# Gabriel Poix
Gabriel Augustin Poix (Parigi, 8 novembre 1888 – Nogent-sur-Marne, 23 gennaio 1946) è stato un canottiere francese.

## Palmarès

### Olimpiadi
- 1 medaglia:
  - 1 argento (Anversa 1920 nel due con)